# Wagneriala
Wagneriala (лат.) — род цикадок из отряда полужесткокрылых.

## Описание
Цикадки длиной около 2—3 мм. Внутренние апикальные ячейки надкрылий полностью раздельные. Мелкие, жёлтоокрашенные, с вытянутым вперёд теменем. В Палеарктике 5 видов.
- Wagneriala franzi (Wagner, 1955)
- Wagneriala incisa (Then, 1897)
- Wagneriala minima (J. Sahlberg, 1871)
- Wagneriala palustris (Ribaut, 1936)
- Wagneriala sinuata (Then, 1897)